# ОШ „Добрица Ћосић” Велика Дренова
ОШ „Добрица Ћосић” у Великој Дренови, једна је од установа основног образовања у општини Трстеник. Данас школа носи име Добрице Ћосића, српског књижевника, политичара и академика, рођеног у Великој Дренови.
Школа је једна од 40 школа ондашње Карађорђеве Србије из Првог српског устанка, основана 1813. године и спада у ред најстаријих школа општине Трстеник.
Поред матичне школе постоје и издвојена одељења у местима Страгари и Селиште. Настава се одвија у четири кабинета, осам класичних учионица, фискултурној сали и на отвореним спортским теренима.
Страни језици који се уче у школи су енглески, француски и немачки језик. У школи је организован продужени боравак за ученике нижих разреда, а настава се одвија у две смене.
Основна школа је својим радом, постигнутим резултатима, ангажованошћу, сарадњом са локалном средином, постигнутим резултатима и осталим мерилима проглашена за најбољу школу у Србији за школску 2002/2003. годину. Ово признање је постигла захваљујући свим радницима школе, ученицима и родитељима и локалној заједници.